# Minimum minimorum

Expresie provenită din limba latină, care desemnează nu doar un mimim local, de moment, ci unul absolut, neexistând o altă valoare într-o anumită serie dată care să fie la sau sub nivelul acelui minimum minimorum. 
Din punct de vedere matematic, dar nu numai matematic, minimul cel mai scăzut posibil, minimum minimorum, este total opus unui maxim absolut, neconjunctural, care este denumit, conform limbii latine, maximum maximorum. 
Cele două noțiuni extreme, minimum minimorum și maximum maximorum au fost folosite inițial în matematică, mai exact în analiza matematică, la studiul punctelor extreme ale graficelor funcțiilor.  Mai apoi, aceste două noțiuni au căpătat și alte conotații, fiind curent folosite pentru a desemna, la modul general, exact ceea ce semnifică în latină, valori extreme, fie foarte scăzute, respectiv foarte ridicate. 

## Aflarea punctelorminimum minimorumîn analiza matematică
Pentru aflarea punctelor de minim (respectiv ale celor de maxim) ale unei funcții se folosesc derivatele, mai exact, zerourile primei derivate, care reprezintă punctele de minim, respectiv de maxim local. 

### Puncte deminim minimorumale funcțiilor elementare

#### Funcția de gradul întâi
Forma cea mai generală algebrică a unei funcții de gradul întâi este dată de un polinom de gradul întâi, în care x reprezintă variabila independentă, y reprezintă variabila dependentă, iar a și b sunt coeficienți, numere reale, cu condiția ca a să fie nenul.  Graficul funcției de gradul întâi este o dreptă, care poate avea orice orientare posibilă.
- y = ax + b , unde a și b sunt numere reale și a nu este nul

- dy/dx = a

Atunci, prima derivată a funției de gradul întâi este o constantă, mai exact este chiar numărul real a.  Fiind o valoare constantă și nu o funcție nu are zerouri.  Ca atare, funcția de gradul întâi nu are nici o valoare extremă, și deci nici vreun punct de minim minimorum. 

#### Funcția de gradul al doilea
Forma cea mai generală algebrică a unei funcții de gradul al doilea este dată de un polinom de gradul doi, în care x reprezintă variabila independentă, y reprezintă variabila dependentă, iar a, b și c sunt coeficienți, numere reale, cu condiția ca a să fie nenul. Graficul funcției algebrice de gradul al doilea este o parabolă concavă sau convexă.
- y = ax2 + bx + c , unde a, b și c sunt numere reale și a nu este nul

- dy/dx = 2ax + b  -- aflarea zeroului funcției se reduce la rezolvarea ecuației  2ax + b = o, ce are soluția x = - b/2a

În funcție de valoarea zeroului primei derivate, - b/2a, funcția poate avea un minim sau un maxim.  Ba chiar mai mult, fiind unicul extrem (întrucât derivata întâi este o funcție de gradul întâi) este simultan și un punct de minim și unul de minimum minimorum (dacă parabola este concavă) și, respectiv, un punct de maxim și unul de maxim maximorum (dacă parabola este convexă).  